# Eilenburg
Eilenburg je velké okresní město v německé spolkové zemi Sasko. Leží na jeho severozápadě na řece Muldě v  zemském okresu Severní Sasko, přibližně 20 kilometrů na severovýchod od Lipska. Město má přibližně 16 tisíc obyvatel a je čtvrtým největším okresu.

## Historie
První zmínka o městě pochází z roku 961, kdy bylo v listině Oty I. z 29. července jmenováno coby civitas Ilburg. Předpokládá, se, že předpona il je slovanského původu (příbuzná s českým jíl), neboť původní osídlení bylo slovanské.

## Osobnosti města
- Oskar Höcker (1840-1894), herec, spisovatel a dramatik
- Wilfried Gröbner (* 1949), fotbalista

## Partnerská města
- Butzbach, Hesensko, Německo, 1990
- Jihlava, Česko, 1987
- Rawicz, Polsko, 2001
- Tiraspol, Podněstří (de iure Moldavsko) 2002